# کینگا ایلگنر
کینگا ایلگنر (لهستانی: Kinga Ilgner؛ زادهٔ ۳ فوریه ۱۹۷۵) بازیگر اهل لهستان است.
از فیلم‌ها یا مجموعه‌های تلویزیونی که وی در آن‌ها نقش داشته‌است، می‌توان به کارگزار من، نشانه‌گذاری‌شده، جادوگر (مجموعه تلویزیونی)، جادوگر (فیلم)، قانون حقیقی، پدر متیو، در خیابان سپولنی، رنگ‌های خوشبختی، ع چون عشق، دهن‌به‌دهن، در خوشی و سختی، هتل ۵۲ و شوپن: میل به عاشقی اشاره نمود.